# De natuurkunde van 't vrije veld
De natuurkunde van 't vrije veld is een driedelig werk van prof. dr. M. Minnaert, waarin hij alledaagse natuurkundige verschijnselen uitlegt. In 1937 verscheen deel 1 Licht en kleur in het landschap, in 1939 deel 2 Geluid, warmte, elektriciteit en in 1940 deel 3 Rust en beweging. De oorspronkelijke uitgever Thieme herdrukte de trilogie een paar keer, onder meer een vijfde druk in 1968. Deel 1 werd vertaald in vele talen.

## De boeken

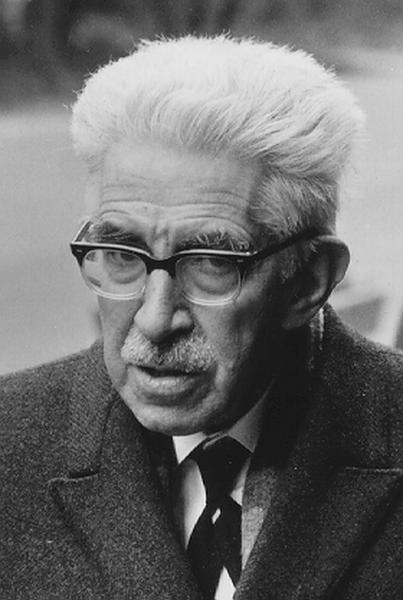
Marcel Minnaert

De natuurkunde van 't vrije veld biedt een overzicht van verschijnselen die gemakkelijk kunnen worden waargenomen, zoals de primaire en secundaire regenbogen, fata morgana's, bijzonnen, wolken en neerslag, weerlicht en eb en vloed. Tevens geeft het aanwijzingen voor waarnemingen als het schatten van groottes zonder hulpmiddelen, en zit er een klein lineair polarisatiefilter achter in het eerste deel.

### Popularisatie
Minnaert beoogde op een vlotte en luchtige manier om natuurverschijnselen te onderzoeken.

De bedoeling is, te laten zien dat de natuurkundige even goed als de plant- of dierkundige vreugde aan de hem omgevende natuur beleven kan, en dat ook de belangstellende leek op dit gebied volop genieten kan. Ik verwacht dat het verkocht zal worden aan leraren, schoolbibliotheken, openbare leeszalen, padvinderleiders, de lezers van Hemel en Dampkring, en alle amateurmeteorologen, de leden der Vereniging voor Weer- en Sterrenkunde, de vrijwillige waarnemers van het Meteorologisch Instituut, fysici, toeristen, geografen, enz.
— Marcel Minnaert in een begeleidende brief bij het manuscript aan uitgeverij Thieme, 1936.

Een voorbeeld is te lezen in het tweede deel van De natuurkunde van 't vrije veld, op bladzijde 156 (§ 117: De bepaling van de hoogte der wolken uit hun parallax)

Als er bij blauwe lucht een scherp afgetekende, zware wolkenbank aan de gezichtseinder komt opzetten, belt U telefonisch een vriend op, die in die richting een kilometer of vier van U af woont:
Hallo ouwe jongen! Goede gelegenheid om wolkenhoogten te bepalen! Kijk eens uit het venster, keer je recht naar de aankomende wolkenbank en schat haar hoogte boven de kim. Niet te hoog schatten, precies doen zoals in "De natuurkunde van 't vrije veld" staat, § 249! Vijf en dertig graden? Dank je wel; ik zal je morgen wel berichten hoe hoog die laag was!

Een ander voorbeeld is te lezen op bladzijde 54 van het tweede deel (§ 39: Verschijnsel van Doppler bij een echo)

Een jongen zwaait op een schommel heen en weer tegenover de wand van een grote schuur. En als hij schommelend begint te zingen, ontdekt hij dat zijn stem verrassend mooi en „warm” klinkt. De verklaring is duidelijk: zijn stem vermengt zich met de weergalm, die door het Doppler-effect òf iets hoger, òf iets lager klinkt; er ontstaan zwevingen, en daardoor diezelfde rijke toon die ook de violisten nastreven met hun vibrato. Die jongen zal wel een goed waarnemer geworden zijn!

### Het bepalen van de hoogte van de Poolster
- „Als aan de Jordaan een man op 't vlakke veld op zijn rug gaat liggen, zijn knieën opricht en zijn vuist met rechtopstaande duim daarop zet, dan is de Poolster op die hoogte te zien, zo hoog en niet hoger”. Minnaert: Bij mij bedraagt deze hoek 31½°, als ik het hoofd zover ophef tot ik met de hand bij mijn knieën komen kan; breedte van de Jordaan : 32° tot 33° (deze goede overeenstemming is natuurlijk toevallig!) [3]

### Experimenten en publique
Het uitvoeren van wetenschappelijke experimenten kan in het openbaar soms leiden tot opmerkelijke vertoningen. Een voorbeeld, op bladzijde 85 van deel 2 (§ 67: Het algemene omgevingsgeruis, gemeten met een keukenwekker):

Wij nemen een doodeenvoudige keukenwekker! De verschillen in hoorbaarheid, al naar de omgeving, zijn treffend; bij dag, bij nacht, bij regen, bij wind. Overdag, in de stad, kan ik mijn wekker in de hand houden en al lopende telkens de grensafstand bepalen, die wisselt tussen 15 cm en 70 cm. (Wat zullen de voorbijgangers gedacht hebben?). 's Nachts zet ik hem ergens neer en haal wel 6 meter. Pas door dit simpele proefje worden we ons bewust van het ruisen dat ons omringt.

De betekenis van de openluchtwaarnemingen voor het onderwijs in de natuurkunde is nog niet voldoende erkend. Zij helpen ons in het toenemend streven om ons onderwijs te doen aansluiten bij het leven: zij geven ons een natuurlijke aanleiding voor het stellen van duizenden vragen, en ze zorgen ervoor, dat hetgeen op school is geleerd later nog telkens en telkens ook buiten de schoolmuren wordt teruggevonden.
— Marcel Minnaert, Inleiding van De natuurkunde van 't vrije veld.

Diegene die een wetenschappelijk experiment uitvoert in het openbaar moet nooit bevreesd zijn omtrent de quasi onbegrijpende blikken van de omstaanders. Een voorbeeld, op bladzijde 142 van deel 3 (§ 81: Eb en vloed, een experiment met verschillende gemarkeerde paaltjes op het strand om het verschijnsel van de getijden op te meten):

Het is zaak, dit experiment tenminste 12 uur vol te houden, en niet op te zien tegen het telkens uittrekken van schoenen en kousen, noch tegen de belangstelling van de overige badgasten, die U wel voor een ambtenaar van de Waterstaat zullen houden!

### Fabeltjes en misverstanden
Minnaert probeerde via zijn De natuurkunde van 't vrije veld zoveel mogelijk af te rekenen met fabeltjes en misverstanden, zoals te lezen is op bladzijde 327 van deel 2 (§ 240: Uitwerkingen van de bliksem):

Het kan geen kwaad, hier nog even naar voren te brengen dat donder en bliksem de melk of het bier niet zuur maken! De warmte en vochtigheid van de zomernamiddag zijn de ware schuldigen, die de groei van schimmels en bakteriën bevorderen.

### Rode ogen

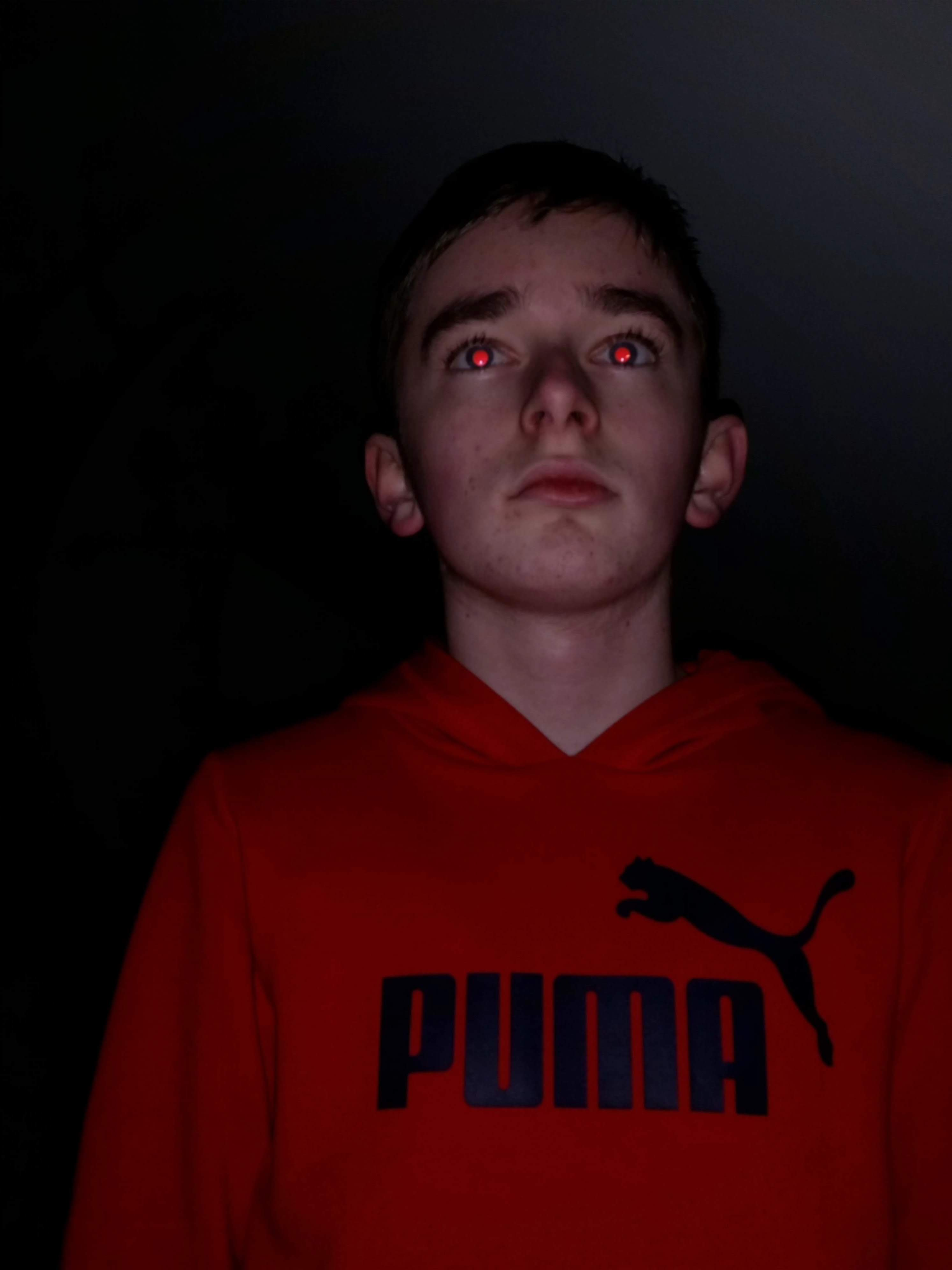
Rode ogen

Minnaert was zich tijdens het samenstellen van het eerste deel van zijn De natuurkunde van 't vrije veld echter niet bewust van het feit dat retro-reflectie (het roodkleurige katoog verschijnsel ) zich evengoed in de ogen van mensen voordoet als in de ogen van vele soorten dieren zoals katachtigen. Deze incorrecte opvatting werd overgenomen in de Engelstalige herziene uitgave van 1993 (Light and Color in the Outdoors). Het rode-ogeneffect op portret-kleurenfoto's waarvan het flitslicht zich te dicht bij het objectief van het fototoestel bevond was nog niet bekend.

### Circumhorizontale boog
Evenals het door Minnaert beschreven haloverschijnsel circumzenitale boog bestaat ook de circumhorizontale boog die zich in Nederland en België enkel gedurende de middagen van de maanden mei, juni en juli vertoont, maar dan wel onder de hoogstaande zon in plaats van boven de laagstaande zon zoals bij de circumzenitale boog. De circumhorizontale boog werd niet opgenomen in Minnaerts De natuurkunde van 't vrije veld.

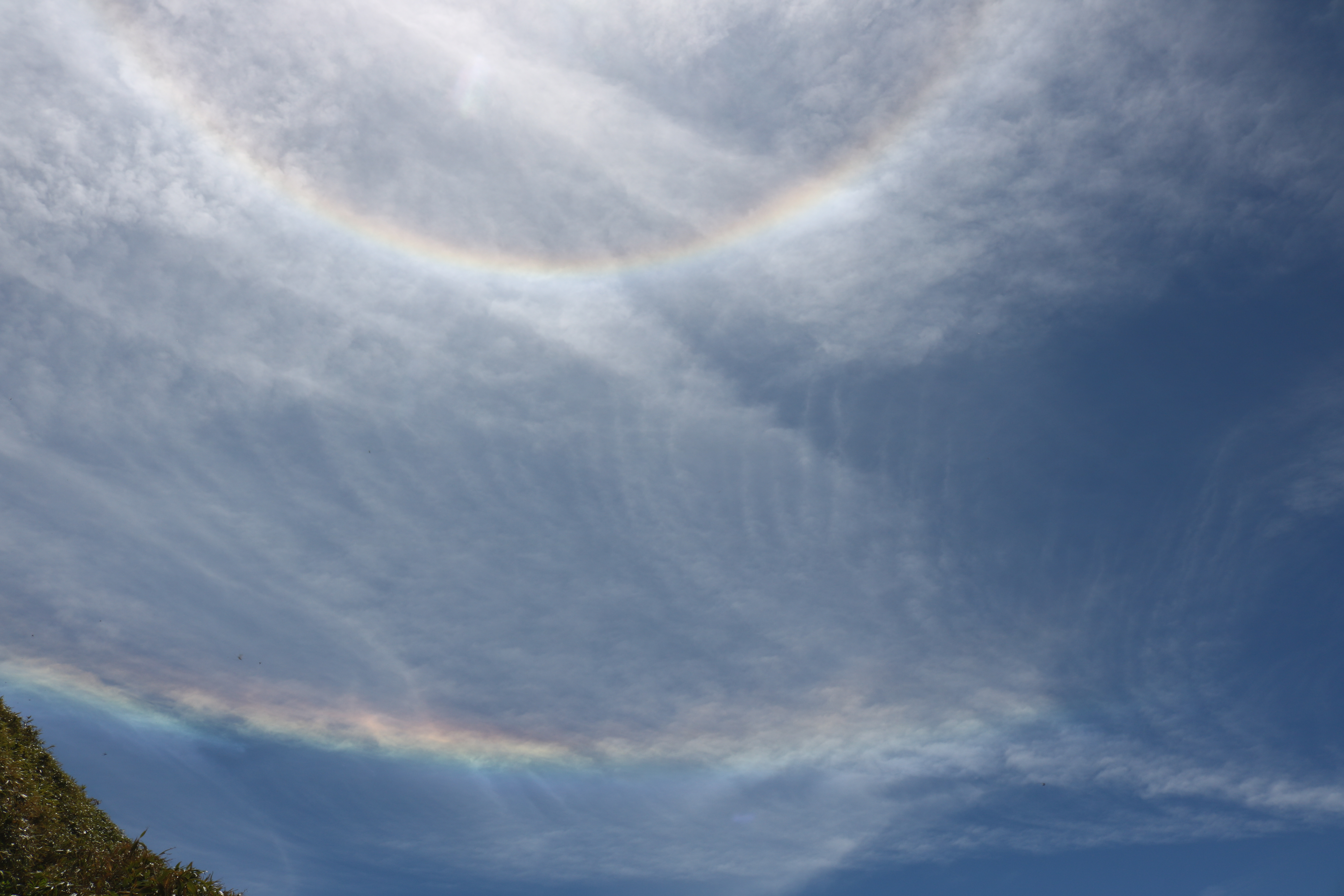
Circumhorizontale boog en kring om de zon
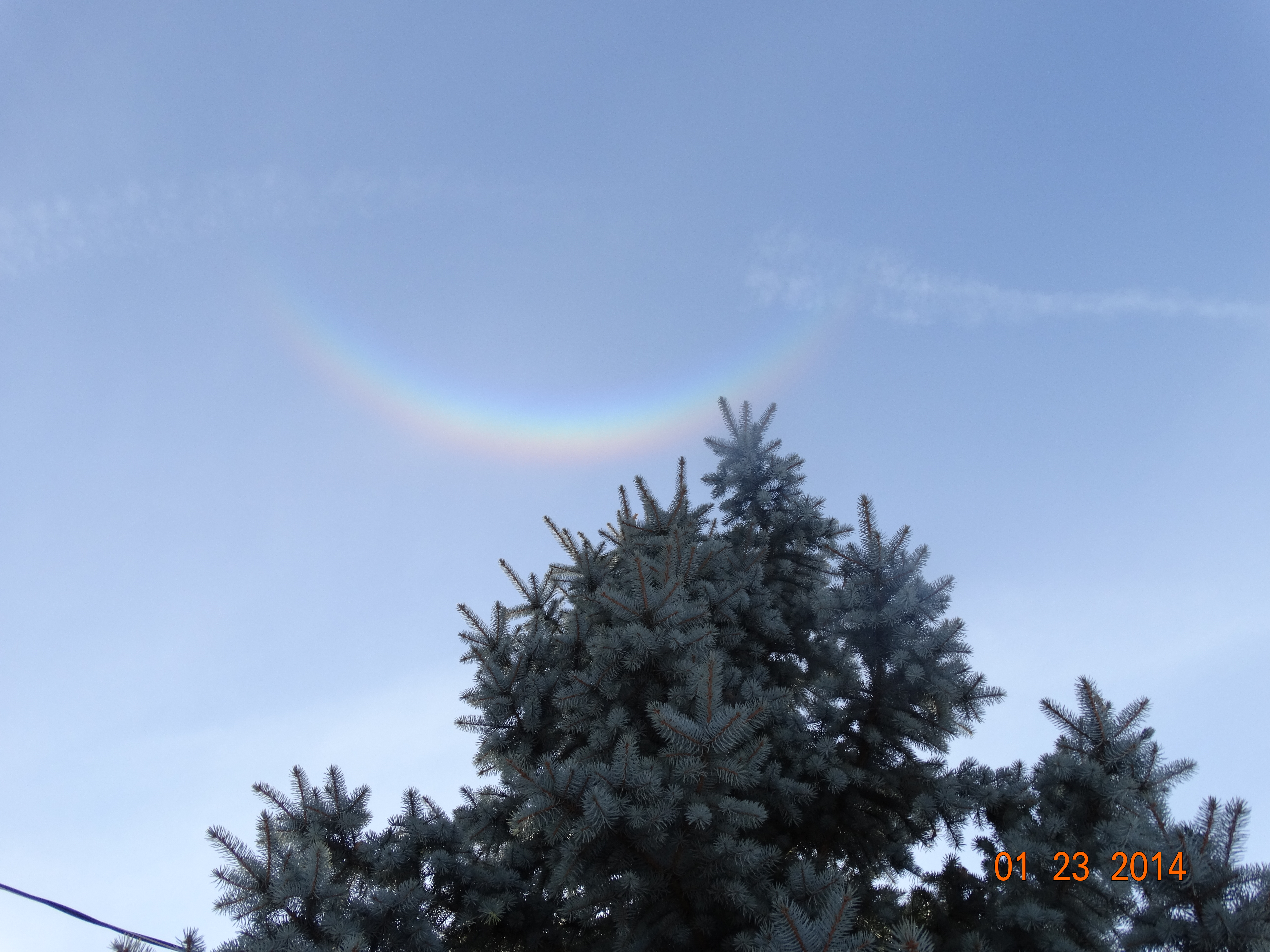
Circumzenitale boog

### Aerometer en areometer
In deel 3, § 114: De korrelgrootte van de grond, bepaald met een aerometer, worden de aerometer (luchtmeter) en areometer (hydrometer) met elkaar verward.

### Inhoudsopgave
De hoofdstukken zijn onderverdeeld in doorlopend genummerde paragrafen, die bijna alle voorafgegaan worden door een citaat uit de wereldliteratuur.
Deel 1. Licht en kleur in het landschap
1. Licht en schaduw
2. De terugkaatsing van het licht
3. De breking van het licht
4. De kromming der lichtstralen in de dampkring
5. Het meten van lichtsterkte en helderheid
6. Het oog
7. De kleuren
8. Nabeelden en kontrastverschijnselen
9. Het beoordelen van vorm en beweging
10. Regenbogen, kringen, kransen
11. Licht en kleur van de lucht
12. Licht en kleur van wolken, water en vaste stof
13. Lichtgevende planten, dieren, gesteenten

Deel 2. Geluid, warmte, elektriciteit
1. De voortplanting van het geluid
2. De geluiden der natuur
3. Zomerwarmte en winterkoude
4. Wolkenland
5. Neerslag
6. Het wonderbare ijs
7. Aardmagnetisme en luchtelektriciteit

Deel 3. Rust en beweging
1. Schatten en meten
2. Vervoermiddelen, spel, sport
3. Stromend water
4. De vaste aarde
5. Waaiende lucht

## Latere edities en vertalingen
Het eerste deel van het werk verscheen onder meer in een Engelse, Russische, Hindi, Roemeense, Finse en Duitse vertaling:
- Light & Colour in the Open Air, London, G. Bell and Sons Ltd., 1940 (vert. H.M. Kremer-Priest & K.E. Brian Jay) – in 1954 herdrukt als The Nature of Light & Colour in the Open Air door Dover Publications (online).
- Svet i tsvet v prirode (Свет и цвет в природе), Moskou, Nauka, 1959 (vert. G.A. Lejkina) (online (2e druk, 1969)).
- Prakāśa aura varṇa : (kā svarūpa, khulī havā meṃ), [Lucknow], Hindī Samiti, [1962] (vert. Bhagavatī Prasāda Śrīvāstava).
- Lumina si culoarea in natura, Boekarest, Editura Stiintifica, 1962.
- Maiseman valot ja värit, Helsinki, Tähtitieteellinen yhdistys Ursa, 1987 (vert. Pekka Kröger).
- Licht und Farbe in der Natur, Basel/Boston/Berlin, Birkhäuser, 1992 (vert. Regina Erbel-Zappe).
- Light and Color in the Outdoors, New York/Berlin, Springer, 1993 (vert. Len Seymour).

In 1996 werden de drie delen opnieuw uitgebracht door ThiemeMeulenhoff (geïllustreerd). Delen twee (Geluid, warmte en electriciteit) en drie (Rust en beweging) waren tot 2020 niet vertaald.

## Vermelde persoonsnamen
De drie delen van Minnaert's De natuurkunde van 't vrije veld vermeldt een groot aantal namen van wetenschappers, onderzoekers, uitvinders en waarnemers. Minnaert vermeldde echter in de meeste gevallen enkel de familienamen, zodat het moeilijk is te achterhalen wie Minnaert met deze familienamen bedoelde.

## Invloed
David K. Lynch en William Livingston drukten in het voorwoord van hun Color and Light in Nature (Cambridge University Press, 1995) hun blijvende bewondering uit voor het boek, waarvan ze elk een sterk beduimeld exemplaar bezaten.